# 盧氏無線鰨
盧氏無線鰨為輻鰭魚綱鰈形目鰨亞目舌鰨科的其中一種，為熱帶海水魚，分布於東南大西洋亞森松島海域，棲息在底層水域，生活習性不明。

## 扩展阅读
維基物種上的相關：盧氏無線鰨